# Allan Holdsworth
Allan Holdsworth (6. srpna 1946 – 16. dubna 2017) byl anglický jazzrockový kytarista, houslista a skladatel. Kromě sólového působení přispěl svou hrou k úspěchu četných kapel, mezi nimi Soft Machine, U.K., The Tony Williams Lifetime, Pierre Moerlen's Gong a Bruford.

## Život
Holdsworth se narodil v Bradfordu, kde byl vychováván svými prarodiči z matčiny strany, Samem a Elsie Holdsworthovými. Sam Holdsworth byl jazzový pianista, který se předtím přestěhoval do Londýna, aby si tam vybudoval hudební kariéru, ale nakonec se vrátil do Bradfordu. Holdsworth dostal svou první kytaru v 17 letech a jeho první hudební výuku obstaral dědeček. Allan zahájil svou profesionální dráhu, když začal hrát ve skupině Glen South Band, která vystupovala v klubech Mecca po celé severní Anglii.
Holdsworth byl známý svým esoterickým a svérázným používáním pokročilých konceptů hudební teorie, zejména pokud jde o melodii a harmonii. Jeho hudba zahrnuje širokou škálu složitých akordických postupů, časté používání neobvyklých tvarů akordů abstraktním způsobem založeným na jeho osobitém chápání „akordických stupnic“ a složitá improvizovaná sóla, často s pohybem po různých tonálních centrech. Používal různé stupnice často odvozené od jiných, jako jsou např. lydická, zmenšená, harmonická durová, zvětšená, celotónová, chromatická a alterované stupnice, což často vede k nepředvídatelnému a disonantnímu „cizímu“ zvuku. Jeho jedinečná legatová technika sólové hry pramenila z jeho původní touhy hrát na saxofon. Protože si tento nástroj nemohl dovolit, snažil se použít kytaru k vytvoření podobně hladkých tónových řad / melodických linek. Byl také spojován s hraním na ranou formu kytarového syntezátoru zvaného SynthAxe, společnosti, kterou propagoval v 80. letech.
Holdsworth měl vliv na mnoho rockových, metalových a jazzových kytaristů, jako např. Eddie Van Halen, Joe Satriani, Greg Howe, Shawn Lane, Richie Kotzen, John Petrucci, Alex Lifeson, Kurt Rosenwinkel, Yngwie Malmsteen, Michael Romeo, Ty Tabor, Fredrik Thordendal, Daniel Mongrain, John Frusciante, a Tom Morello. Frank Zappa o něm kdysi pochvalně prohlásil, že je to „jeden z nejzajímavějších chlápků přes kytaru na planetě“, Robben Ford o něm řekl: „Myslím, že Allan Holdsworth je John Coltrane kytary. Nemyslím, že by kdokoli jiný dokázal na kytaru zahrát tolik, co dokáže Allan Holdsworth.“

## Hudební dráha

### Začátky a 70. léta
Holdsworth poprvé nahrával v roce 1969 s kapelou 'Igginbottom v jejich vlastní produkci album 'Igginbottom's Wrench (později znovu vydáno pod názvem skupiny "Allan Holdsworth & Friends"). V roce 1971 se připojil k Sunship, improvizační kapele s klávesákem Alanem Gowenem, budoucím perkusionistou King Crimson Jamiem Muirem a baskytaristou Laurie Bakerem. Hráli živě, ale nikdy nevydali žádnou nahrávku. Pak přišlo krátké působení v jazzrockové kapele Nucleus, se kterou Holdsworth nahrál album Belladonna z roku 1972; podobně účinkoval v progresivní rockové kapele Tempest na jejich prvním stejnojmenném studiovém albu v roce 1973. Jeho kytarovou hru je možno také slyšet na živém koncertu BBC Radio z téhož roku, který byl součástí kompilačního alba skupiny Tempest Under the Blossom: The Anthology, vydaného až o několik desetiletí později v roce 2005.
V polovině sedmdesátých let Holdsworth spolupracoval s různými známými progresivními rockovými a fusion jazzovými umělci, jako např. Soft Machine (Bundles a Land of Cockayne), The New Tony Williams Lifetime (Believe It, Million Dollar Legs), Pierre Moerlen's Gong (Gazeuse!, Expresso II a Time is the Key) a Jean-Luc Ponty (Enigmatic Ocean) a získal cenné zkušenosti zejména díky spolupráci s bubeníkem Tonym Williamsem. V roce 1976 přišlo první z jeho mnoha zklamání z hudebního průmyslu: CTI Records totiž vydalo jako oficiální studiové album „Velvet Darkness“ nahrávku toho, co Holdsworth považoval jen za zkoušku. To ho rozlítilo a ještě o pár desetiletí poté řekl, že se mu album hnusí a přál by si, aby nebylo nikdy vydáno.
V roce 1977 Holdswortha přemluvil bubeník a zakladatel skupiny Yes Bill Bruford, aby zahrál na jeho debutovém albu Feels Good to Me (vydáno v lednu 1978). Krátce poté Bruford vytvořil progresivní rockovou superskupinu U.K. s klávesistou a houslistou Eddiem Jobsonem a basistou Johnem Wettonem; Brudford doporučil přibrat i Holdswortha. Přestože s nimi Holdsworth osobně vycházel dobře a užil si nahrávání jejich stejnojmenného alba z roku 1978, tvrdil, že se mu čas strávený se skupinou protivil  a že to bylo „nesnesitelné“ kvůli četným rozdílům v  názorech na interpretaci během turné; jmenovitě mu vadilo, že Jobson a Wetton trvali na tom, aby Holdsworth hrál na každém vystoupení svá sóla v organizované struktuře, proti čemuž vehementně protestoval.
Zatímco kapela U.K. pokračovala s různými hudebníky, Bruford se vrátil do základní sestavy své sólové kapely, jednoduše pojmenované Bruford, přičemž Holdsworth u něj zůstal jako kytarista. Druhé album, One of a Kind, k jehož výsledné podobě Holdsworth výrazně přispěl svou hrou, vydali v roce 1979. Nicméně tehdy už Holdsworth toužil také uspokojovat své vlastní hudební ambice a brzy skupinu opustil, i když se k tomu nejprve chvíli odhodlával.

### 80. léta
První Holdsworthovou významnou spoluprací byla účast na albu Sunbird jazzového pianisty Gordona Becka v roce 1979. Jejich první společně vydané album The Things You See následovalo v roce 1980 a bylo do značné míry podobným počinem, ale bez perkusí a basy. Brzy poté se Holdsworth spojil s bubeníkem Garym Husbandem a baskytaristou Paulem Carmichaelem v triu, které se posléze proslavilo jako False Alarm. Zde Holdsworth poprvé vystupoval v roli kapelníka. Po akvizici bývalého zpěváka Tempest Paula Williamse se kapela přejmenovala na I.O.U. Jejich stejnojmenné debutové album vyšlo nezávisle v roce 1982, následováno reedicí u mainstreamové společnosti Enigma Records v roce 1985.
Ihned po vydání I.O.U. kytarista Eddie Van Halen upozornil na Holdswortha výkonného ředitele Warner Bros. Records Mo Ostina. Van Halen se předtím nadchl pro Holdswortha v roce 1980 v časopise Guitar Player, kde prohlásil, že „ten chlap je šílenej! Je fantastickej, miluju ho,“ a že Holdsworth je podle něj nejlepší na světě. V roce 1981 v rozhovoru pro časopis Guitar World ještě řekl, že: „Pro mě je Allan Holdsworth číslo jedna.“
Seznámení s Ostinem vyústilo v roce 1983 ve vydání EP Road Games u Warner Bros. Produkoval ho dlouholetý výkonný producent Van Halen Ted Templeman a EP v roce 1984 získalo nominaci na cenu Grammy za nejlepší rockový instrumentální výkon. Holdsworthovi se však Road Games nelíbilo kvůli tvůrčím neshodám s Templemanem. Bývalý baskytarista a zpěvák Cream Jack Bruce přispěl na Road Games svým zpěvem (Holdsworth a Bruce už dříve hráli spolu s Billym Cobhamem, Didierem Lockwoodem a Davidem Sanciousem pod názvem A Gathering of Minds v Montreux v roce 1982). V později pozměněné podobě kapely I.O.U. působili zpěvák Paul Williams, bubeník Chad Wackerman (který se spolu s Garym Husbandem stal na další tři desetiletí pravidelným členem Holdsworthovy kapely) a baskytarista Jeff Berlin.
Poté, co se Holdsworth natrvalo přestěhoval do jižní Kalifornie a definitivně se rozešel s Warner Bros.,[28] podepsal smlouvu s Enigmou, kde vydal v roce 1985 album Metal Fatigue (spolu s reedicí alba I.O.U.). V této době se ke kapele připojil Jimmy Johnson, baskytarista skupiny Flim & the BB, a stejně jako Husband a Wackerman se pravidelně účastnil Holdsworthových turné až do jeho smrti. Naposledy mu zde zazpíval Paul Williams, s nímž se Holdsworth nedlouho poté rozhádal, podle svého tvrzení kvůli prodeji pirátských nahrávek živých vystoupení.
Album Atavachron vydané v roce 1986 bylo mezníkem v tom, že zde poprvé Holdsworth pracoval se zbrusu novým nástrojem jménem SynthAxe. Tento neobvykle navržený MIDI ovladač (nejde o druh kytarového syntezátoru) se stal základem Holdsworthovy hry po zbytek jeho nahrávací dráhy, během níž se prakticky stal veřejnou tváří tohoto nástroje. Rok poté vyšlo čtvrté album Sand, které neobsahovalo žádné vokály a představilo další experimentování se SynthAxe. Druhá spolupráce s Gordonem Beckem, With a Heart in My Song, následovala v roce 1988.
Na konci 80. let si Holdsworth založil vlastní nahrávací studio s názvem The Brewery v North County, San Diego, které se stalo jedním z hlavních nahrávacích míst pro všechna jeho studiová alba počínaje albem Secrets v roce 1989 a dalších nahrávek v průběhu 90. let. V rozhovoru z roku 2005 uvedl, že studio přestal vlastnit, když se v roce 1999 rozvedl. Na albu Secrets představil pianistu Steva Hunta, který hrál na klávesy jako člen živě vystupující Holdsworthovy kapely a také na dalších dvou Holdsworthových albech.

### 90. léta
V roce 1990 začal Holdsworth spolupracovat s fusion kytaristou Frankem Gambalem ve formaci Truth in Shredding, ambiciózním společném projektu, který dal dohromady Mark Varney (bratr zakladatele Shrapnel Records Mika Varneyho) prostřednictvím jeho labelu Legato Records. V prosinci téhož roku, po smrti kytaristy Level 42 Alana Murphyho v roce 1989, si Holdswortha kapela najala, aby zahrál jako host na sérii koncertů v londýnském Hammersmith Odeon. Znovu měl příležitost hrát s bývalým členem I.O.U. Garym Husbandem, který tehdy v Level 42 bubnoval. Do jejich alba Guaranteed vydaného v roce 1991 Holdsworth přispěl kytarovou hrou na pěti skladbách vydané.[34] Holdsworth také hrál na prvních dvou studiových albech Chada Wackermana, Forty Reasons (1991) a The View (1993).
Holdsworthovým prvním sólovým albem této dekády bylo Wardenclyffe Tower z roku 1992, na němž si opět zahrál na SynthAxe, ale také se zde projevil jeho nový zájem o barytonové kytary, které si sám navrhl a které mu postavil loutnista Bill DeLap. S vydáním alba Hard Hat Area se Holdsworthova kapela na turné v roce 1994 a následující rok skládala ze Steve Hunta, manžela a baskytaristy Skúliho Sverrissona. Spolupráce v roce 1996 s bratry Andersem a Jensem Johanssonovými vyústila v Heavy Machinery, album s tvrdšími hrami od Holdswortha, než bylo obvyklé. Ve stejném roce se k němu opět připojil Gordon Beck na None Too Soon, který obsahoval interpretace některých Holdsworthových oblíbených jazzových standardů. Dne 17. března 1997 zahrál Allan Holdsworth také pro české publikum v pražském Lucerna Music Baru.

### 2000-2017
Třetí tisíciletí začalo úspěšně vydáním alba The Sixteen Men of Tain v roce 2000, což bylo poslední Holdsworthovo album nahrané ve studiu The Brewery. Bezprostředně poté takřka zmizel ze sólové hudební scény kvůli událostem v osobním životě. Dvojice oficiálních živých alb All Night Wrong a Then! byla vydána v roce 2002 a 2003, spolu s kompilačním dvojalbem The Best of Allan Holdsworth: Against the Clock v roce 2005.
Jeho jedenácté album Flat Tire: Music for a Non-Existent Movie vyšlo v roce 2001. V rozhovoru z roku 2008 Holdsworth zmínil, že nové studiové album s názvem Snakes and Ladders bylo naplánováno k vydání ve stejném roce u labelu Favored Nations kytaristy Steva Vaie, k čemuž nakonec nedošlo. Také uvedl, že se pracuje na dalším novém materiálu s Chadem Wackermanem a Jimmym Johnsonem. V rozhovoru z roku 2010 tvrdil, že má dostatek materiálu na dvě alba, která plánoval začít nahrávat po koncertě v Tel Avivu.
Během druhé poloviny roku 2000 absolvoval rozsáhlé turné po Severní Americe i Evropě a hrál jako host na albech mnoha umělců. Zejména stojí za zmínku, že se objevil na albu Mythology klávesisty Dereka Sheriniana z roku 2004 a také si zahrál s progresivní metalovou superskupinou Planet X na jejich albu Quantum z roku 2007.
V roce 2006 vystupoval s klávesistou Alanem Pasquou, Chadem Wackermanem a basistou Jimmy Haslipem jako účastník živého koncertu na počest zesnulého Tonyho Williamse, se kterým Holdsworth a Pasqua hráli v polovině 70. let; DVD (Live at Yoshi's) a dvojalbum (Blues for Tony) z tohoto turné byly vydány v roce 2007 a 2009. Dne 5.4.2006 koncertoval s Alanem Pasquou také v pražském Lucerna Music Baru.
V letech 2008–10 absolvoval turné s bubeníky Terrym Bozziem a Patem Mastelottem a baskytaristou Tonym Levinem, s nimiž dohromady vytvořil superskupinu HoBoLeMa hrající improvizovanou experimentální hudbu. 23. dubna 2010 zahrála kapela také v pražském Lucerna Music Baru.
3. listopadu 2011 vystoupil Holdsworth v Bombaji a kapelou bubeníka Virgila Donatiho. Následující rok se Holdsworth již potřetí připojil k Chadu Wackermanovi na jeho studiovém albu Dreams Nightmares and Improvisations.
V roce 2015 Holdsworth zahájil spolupráci s hudební platformou PledgeMusic na vydání nového studiového materiálu s názvem Tales from the Vault. Album se objevilo v červenci 2016.
7. dubna 2017 vydala společnost Manifesto records krabicový set The Man Who Changed Guitar Forever! Allan Holdsworth Album Collection, který obsahuje remasterované verze dvanácti Allanových sólových alb. Těchto dvanáct alb také bylo vydáno ve vinylovém boxu pod názvem "The Allan Holdsworth Solo Album Collection", přičemž mnoho z těchto alb bylo k dispozici na vinylu poprvé. Ve stejné době Manifesto také vydalo 2-CD kompilaci "Eidolon", která obsahuje skladby vybrané samotným Holdsworthem. Jen o týden později Holdsworth zemřel na vysoký krevní tlak. Podle listu The Guardian odehrál svůj poslední koncert v San Diegu 10. dubna 2017.

### Koncertní vystoupení Allana Holdswortha v České republice
- 17. 3. 1997 Allan Holdsworth (+ baskytarista Dave Carpenter a bubeník Gary Novak) v pražském Lucerna Music Baru;
- 5.4.2006 Allan Holdsworth + Alan Pasqua Band v pražském Lucerna Music Baru;
- 23.4.2010 v pražském Lucerna Music Baru (HoBoLeMa).

### Posmrtné nahrávky
Manifesto Records vydaly k roku 2022 šest posmrtných alb. Jsou to archivní živé nahrávky pořízené na jazzových festivalech nebo rozhlasových stanicích. Live in Japan 1984, vydané v roce 2018, je prvním autorizovaným vydáním široce šířeného pirátského laserového disku „Tokyo Dream“ s limitovanou edicí bonusového DVD. Nosiče CD a DVD " Warsaw Summer Jazz Days '98", vydané v roce 2019, obsahují záznam koncertu, který se původně vysílal v Polské televizi. V roce 2020 vyšlo CD a DVD „Frankfurt '86“ s vystoupením Holdswortha na Deutsches Jazz Festival v roce 1986. V roce 2021 byly vydány dva různé koncertní záznamy z vystoupení Holdswortha na jazzovém festivalu v Leverkusenu, první z roku 1997 a druhý z roku 2010. V roce 2022 vyšlo Holdsworthovo vystoupení na mezinárodním jazzovém festivalu Jarasum v Koreji z roku 2014.
Holdsworth se také objevuje na dvou skladbách na albu „Life“ německého umělce MSM Schmidta z roku 2017. Peter Lemer vydal v roce 2019 album „Jet Yellow“ (nahrané už v roce 1977), na kterém hraje Holdsworth ve skladbě „Dognose“.

## Skladby a styl
Holdsworthovy sólové skladby jsou primárně instrumentální, i když na všech jeho albech z 80. let (kromě alba Sand) hrají významnou roli i vokální party. Dva zpěváci, kteří s ním nejčastěji spolupracovali, byli Paul Williams (vystupoval na I.O.U., Road Games a Metal Fatigue) a Rowanne Mark (Atavachron a Secrets). Kromě toho zpíval Holdsworth hlavní vokály v Igginbottom's Wrench a The Things You See, což už poté nikdy neopakoval. Na začátku své kariéry občas hrál na housle (Velvet Darkness, Sunbird, The Things You See a I.O.U.) a akustickou kytaru (Bundles, Velvet Darkness, U.K., Gazeuse! a Metal Fatigue). Cítil, že ve hře na akustickou kytaru není příliš zběhlý, protože její perkusivní tónová kvalita (aktivní link odkaz na „timbre“) nevyhovovala způsobu legatové hry, kterou preferoval.
Holdsworth svým stylem hry kombinoval prvky jazzu a progresivního rocku a čerpal ze stupnicových forem často odvozených od stupnice lydické, harmonické durové, celotónové, chromatické a od stupnic alterovaných. Ve svém instruktážním videu například zmínil, že často hrál alterované stupnice, které jsou pro běžného hráče neobvyklé, jako je f moll s velkou septimou a zvětšenou kvartou, a zároveň prokazoval schopnost rozeznat tak složité stupnice ve formě akordů s vyjadřováním nahoru a dolů po krku, v nichž každá nota patřila do rodiny.
Ve svých sólech hojně využíval různé techniky rychlého legata, jako jsou glissanda, technik hammer-on a pull-off (druhé je personalizovanou metodou, která se podobá „obrácené“ technice hammer-on); výsledkem všech je efekt tekutého vrchního hlasu. Jeden z důvodů Holdsworthova proslulého důrazu na legato, na rozdíl od trsání, pramenil z jeho přání, aby zvuk mezi trsanými a legatovými tóny byl nerozeznatelný.
Dalším z jeho poznávacích znaků bylo používání zahuštěných akordů hraných mnoha prsty (s častými zpožděními, chorusy a dalšími komplexními efekty), které artikuloval a prodlužoval pomocí crescendového efektu tzv. volume swelleru (neboli houslového efektu), aby vytvořily zvuk připomínající lesní roh a saxofon. Říkal, že oba tyto nástroje upřednostňuje před kytarou, kterou si sám nezvolil jako nástroj číslo 1, ale dostal ji od otce v době svých hudebních začátků. Právě kvůli této neznalosti kytary v kombinaci se snahou, aby zněla spíše jako saxofon, začal původně používat legato, aniž si uvědomil, že to v té době nebyla běžná metoda kytarové hry. Kromě toho byl velmi ovlivněn takovými saxofonisty jako John Coltrane, Cannonball Adderley, Michael Brecker a Charlie Parker, jeho oblíbenými kytaristy byli např. Django Reinhardt, Joe Pass, Wes Montgomery, Jimmy Raney, Charlie Christian a Hank Marvin.

## Holdsworthův význam a vliv
Holdsworth byl mezi špičkovými kytaristy pokládán za velmi vlivného a jednoho z technicky nejdokonalejších a nejneobvyklejších hráčů. Podle časopisu Guitar World má „stejný vliv jako Chuck Berry, Jimi Hendrix a Eddie Van Halen.“ Van Halen, Frank Zappa, Shawn Lane, Steve Vai, John Petrucci, Neal Schon a Gary Moore prohlásili Holdswortha jedním z nejpokročilejších kytaristů své doby.
Holdsworth však zůstal „mimo kruhy hudebníků málo známý“ a po hudební stránce ho kytaristé kritizovali za to, že není dostatečně muzikální a pro běžného posluchače je příliš technický. Sám Holdsworth chápal, že jeho hudba se většině lidí nelíbí, a říkal: „Nemyslím si, že by se to mělo líbit každému, to určitě ne. Ale kdybych se zalíbil třeba jen 20 % z lidí, co mě slyšeli, byl by to pro mě úspěch.“ Kdysi oslovil jednu velkou nahrávací společnost a její producent mu řekl, že jeho hudba je „naprosto bez směru“ a že by neschválil nic, co Holdsworth udělal od doby, kdy začal vydávat svá vlastní alba. Guthrie Govan o kytaristech, kteří usilují o to, aby hráli jako Holdsworth, prohlásil: „Myslím, že je potenciálně nebezpečné, když hráč rockového typu slyší něco z Allana Holdswortha nebo Franka Gambaleho a pak se do takového stylu hry rovnou vrhne; nejen technická náročnost odrazuje, ale také je opravdu těžké vstřebat všechny ty hudební znalosti a porozumění, které se dějí v pozadí, aniž by přitom vaše hra zněla prostě jen hůř.“
Daniel Mongrain, kytarista skupiny Voivod, v jednom rozhovoru označil Holdswortha za „největšího progrockového kytaristu všech dob“ a řekl: „Nevím, co dělal – jestli to byl progres, nebo jazz. Byl to jedinečný člověk – už jen tím, jak se na věci díval. A hudební teorii objevoval po svém – aniž by tyto znalosti získal ve škole. Prostě ji analyzoval, internalizoval a používal podle svého. A vytvořil tak velmi jedinečnou hudební krajinu. Druhý Allan Holdsworth už nikdy nebude. A to nemluvím o jeho šílené technice legata nebo o dalších věcech. Jde prostě o celek – o harmonii, kompozici, improvizaci, zkrátka o způsob, jakým přistupuje ke kytaře a k hudbě jako takové.“
Po Holdsworthově smrti vydala síť The Pods & Sods Network třídílný podcast na jeho počest, v němž se o osobní příběhy, vzpomínky a uznání podělila řada jeho současníků, přátel a fanoušků. Podíleli se na něm například Steve Lukather, Jeff Watson, Chad Wackerman, Joe Satriani, Frank Gambale, Jean Luc Ponty, Vernon Reid, Jennifer Batten, Dweezil Zappa, Ty Tabor a Mike Keneally.

## Nástrojové a technické vybavení

### Kytary
Holdsworth pracoval s mnoha různými výrobci kytar na vývoji svého zvuku, který se mu podle jeho názoru nikdy nepodařilo dovést k úplné dokonalosti. Od konce 60. let až do doby, kdy spolupracoval s Tonym Williamsem v polovině 70. let, byl jeho hlavním nástrojem Gibson SG. Poté přešel na zakázkové kytary Fender Stratocaster doplněné o humbucker snímače..
Během svého působení ve skupině Soft Machine v 70. letech Holdsworth oslovil různé loutnaře v Anglii, aby mu vyrobili bezpražcovou kytaru. Má se zato, že podnětem k tomu byla jeho snaha o dosažení vyšší úrovně legata, přibližující se jiným jazz fusion kytaristům, jako jsou např. David Fiuczynski a Guthrie Govan a na některých albech a živých vystoupeních kytarový virtuóz Steve Vai. Toho však Holdsworth dosáhl pomocí vibrato lišty, kdy při změně not uměle upravoval výšku tónu, aby dosáhl požadovaného zvuku bezpražcového legata. Touto technikou se Holdsworth také inspiroval u saxofonistů, kdy velké náběhy do frází a z frází způsobují kloubový a hladký zvuk podobný saxofonu, aniž by k tomu potřeboval bezpražcovou kytaru. Předpokládá se, že tímto objevem opustil záměr opatřit si bezpražcovou kytaru.
V roce 1984 Holdsworth vyvinul ve spolupráci se společností Ibanez své první kytary vlastní konstrukce, známé pod názvy AH-10 a AH-20. Tyto nástroje mají poloduté tělo z basového dřeva s dutinou pod pickguardem a můžete je slyšet na albech Metal Fatigue a Atavachron. S firmou Charvel vyvinul také kytaru nazvanou "Charvel Holdsworth Original", na kterou hrál v 80. letech. Jeho dlouholetá spolupráce s kytarami Steinberger začala v roce 1987: ty jsou vyrobeny z grafitu a uhlíkových vláken a nemají hlavici. S designérem Nedem Steinbergerem vyvinul signature model GL2TA-AH. V devadesátých letech začal hrát na kytary bez hlavy vyrobené na zakázku loutnistou Billem DeLapem, mezi něž patřil i barytonový model s prodlouženým rozsahem a délkou menzury 38 palců. Později však uvedl, že vlastnil pouze jeden takový nástroj (s menzurou 34 palců). S firmou Carvin Guitars vyvinul také řadu signature kytar, včetně polodutých H2 v roce 1996, zcela dutých HF2 Fatboy v roce 1999 a bezhlavých modelů HH1 a HH2 v roce 2013.
Na albu Atavachron Holdsworth poprvé nahrával s kytarovým MIDI ovladačem SynthAxe-a, který je podobný kytaře, má klávesy, spouštěče strun a přídavné vstupní zařízení podobné lampě s názvem "Masters Touch" (navrhl ho Nyle Steiner, vynálezce EWI – odkaz výzva k doplnění Wikipedie), které dynamicky mění hlasitost a tón pomocí rychlosti dechu. Po zvukové stránce používal syntezátory, převážně značku Oberheim. SynthAxe používal na všech sólových albech od Atavachronu, ale později řekl, že už ho nechce jako nedílnou součást svého hraní - zejména naživo - hlavně proto, že je tak vzácný (existuje jich ještě méně než 100 kusů) a v důsledku toho se obtížně udržuje a opravuje.

### Zesilovače
Se zesilovači začal Allan Holdsworth experimentovat již v raném věku: „Otcův přítel mi postavil můj první zesilovač. Rád jsem k němu chodil a díval se, jak pájí a podobně. Díky tomu jsem se začal zajímat o elektroniku.“
V průběhu let Allan Holdsworth používal řadu zesilovačů, například Vox AC30 a 50wattový Marshall. Marshally rád používal pro jednohlasé sólové hraní, ale kvůli výslednému zkreslení ne pro akordy. Experimentoval také s dvojicí zesilovačů Norlin Lab Series L5, které mu připadaly příliš čisté. Používal a podporoval také zesilovače Pearce, které navrhl inženýr, jenž pracoval na Gibsonově Lab Series.
Mezi další Holdsworthem používané zesilovače patřily zesilovače Johnson, Mesa Boogie (Mark III, Boogie 295, Quad Preamp nebo .50 Caliber) a klávesový zesilovač Carvin.
V pozdějším období přešel na zesilovače Hartley-Thompson, které podle jeho názoru měly teplý a čistý zvuk. Kytarista Eddie Van Halen použil Holdsworthův upravený zesilovač Hartley-Thompson při nahrávání svého sóla v písni "Beat It" Michaela Jacksona z roku 1982.
Holdsworth také vystupoval s digitálními modelingovými zesilovači Yamaha DG80 112, které používal ve dvojici.
Vedle toho používal a propagoval zesilovače od německého výrobce Hughes & Kettner, typ TriAmp MKII a ZenTera společně se zesilovačem Yamaha DG130 a Fender Twins.

## Osobní život
Od počátku 80. let žil Holdsworth v Kalifornii. K jeho oblíbeným koníčkům patřila jízda na kole. Byl také vášnivým milovníkem piva, obzvláště si oblíbil severoanglické sudové pivo. V 90. letech experimentoval s vařením vlastního piva a vynalezl speciální pivní pumpu Fizzbuster, která podle jeho vlastních slov vytváří „krásnou krémovou pěnu“.
Kolem roku 1986 se Holdsworth potýkal s finančními problémy a příležitostně prodával vybavení, aby si vydělal na živobytí.
Holdsworth se stal dědečkem v prosinci 2010, kdy se jeho dceři Louise narodila holčička jménem Rori.
Holdsworth zemřel 15. dubna 2017 ve svém domě ve Vistě v Kalifornii ve věku 70 let. Původně nebyla oficiálně zveřejněna žádná příčina smrti, později však zpravodajská média uvedla, že zemřel na srdeční vadu

## Diskografie

### Studiové nahrávky
- 1976: Velvet Darkness
- 1982: I.O.U.
- 1983: Road Games (EP)
- 1985: Metal Fatigue
- 1986: Atavachron
- 1987: Sand
- 1989: Secrets
- 1992: Wardenclyffe Tower
- 1993: Hard Hat Area
- 1996: None Too Soon
- 1999: The Sixteen Men of Tain
- 2001: Flat Tire: Music for a Non-Existent Movie
- 2016: Tales from the Vault (nahrávky ze "šuplíku" z let 2000-2012)

### Koncertní nahrávky
- 1997: I.O.U. Live
- 2002: Live at the Galaxy Theatre (DVD)
- 2003: All Night Wrong
- 2004: Then!
- 2007: Live at Yoshi's (DVD)
- 2018: Live in Japan 1984
- 2019: Warsaw Summer Jazz Days '98 (CD & DVD)
- 2020: Frankfurt '86 (CD & DVD)
- 2021: Leverkusen '97 (CD & DVD)
- 2021: Leverkusen 2010 (CD & DVD)
- 2022: Jarasum Jazz Festival 2014 (CD & DVD)

### Spolupráce
- 1979: Sunbird  (+ Gordon Beck)
- 1980: Conversation Piece – Part 1 & 2 (+ Gordon Beck, Jeff Clyne a John Stevens)
- 1980: The Things you see (+ Gordon Beck)
- 1988: With a Heart in My Song (+ Gordon Beck)
- 1990: Truth in Shredding (+ Frank Gambale/The Mark Varney Project)
- 1996: Heavy Machinery (+ Jens Johansson and Anders Johansson)
- 2009: Blues for Tony (+ Alan Pasqua, Chad Wackerman a Jimmy Haslip - živé dvojalbum)
- 2009: Propensity (+ Danny Thompson a John Stevens (nahrávky z roku 1978)

### Kompilace
- 2005: The Best of Allan Holdsworth: Against the Clock
- 2017: Eidolon: The Allan Holdsworth Collection
- 2017: The Man Who Changed Guitar Forever! The Allan Holdsworth Album Collection (box set)

### Účast na albech jiných umělců

#### Igginbottom
- 1969: 'Igginbottom's Wrench

#### Nucleus
- 1972: Belladonna

#### Tempest
- 1973: Tempest
- 2005: Under the Blossom: The Anthology

#### Soft Machine

##### Studiová alba
- 1975: Bundles
- 1981: Land of Cockayne
- 2003: Abracadabra

##### Koncertní alba
- 2003: BBC Radio 1971–1974
- 2006: Floating World Live 1975
- 2015: Switzerland 1974 (CD, DVD)

#### The New Tony Williams Lifetime
- 1975: Believe It
- 1976: Million Dollar Legs

#### Pierre Moerlen's Gong
- 1976: Gazeuse!
- 1978: Expresso II
- 1979: Time Is the Key

#### John Stevens
- 1977: Touching On
- 1977: Re-Touch

#### Jean-Luc Ponty
- 1977: Enigmatic Ocean

- 1983: Individual Choice
- 2007: The Atacama Experience

#### Bruford
- 1978: Feels Good to Me
- 1979: One of a Kind
- 1986: Master Strokes: 1978–1985 (kompilace)
- 2006: Rock Goes to College (CD/DVD, koncert 1979)

#### U.K.
- 1978: U.K.
- 1999: Concert Classics Volume 4 (koncert 1978; znovu vydáno pod názvy Live in America a Live in Boston)
- 2016: Ultimate Collector's Edition

#### Gordon Beck
- 1979: Sunbird
- 1980: The Things You See

- Jon St. James

- 1986: Fast Impressions (jako host ve "Fast Impressions" & "Rainy Taxi")

#### Krokus
- 1986: Change of Address (jako host v "Long Way From Home")

#### Stanley Clarke
- 1988: If This Bass Could Only Talk (jako host v "Stories to Tell")

#### Stuart Hamm
- 1988: Radio Free Albemuth

#### Jack Bruce
- 1989: A Question of Time (jako host v "Obsession" & "Only Playing Games")

#### Alex Masi
- 1989: Attack of the Neon Shark (jako host v "Cold Sun")

#### Chad Wackerman
- 1991: Forty Reasons
- 1993: The View
- 2012: Dreams Nightmares and Improvisations

#### Level 42
- 1991: Guaranteed

#### Andrea Marcelli
- 1993: Oneness

#### Gongzilla
- 1995: Suffer

#### Gorky Park
- 1996: Stare (jako host v "Don't Make Me Stay")

#### Steve Hunt
- 1997: From Your Heart and Your Soul

#### Steve Tavaglione
- 1997: Blue Tav

#### Derek Sherinian
- 2004: Mythology

#### K²
- 2005: Book of the Dead

#### Corrado Rustici
- 2006: Deconstruction of a Postmodern Musician (jako host v "Tantrum to Blind")

#### Planet X
- 2007: Quantum

#### Eric Keyes
- 2011: Mind on Fire (jako host v "No One Knows My Thirst")

### VHS video
- 1992: REH Instructional: Allan Holdsworth (instrukce pro hru na kytaru, znovuvydáno na DVD formátu v roce 2007)
- 1997: Drums & Improvisation – Gary Husband (Holdsworth poskytuje interview a přispívá na třech skladbách)

### DVD video
- 2002: Live at the Galaxy Theater
- 2005: Carvin: 60 Years in the Making (uvádí rozšířené interview s Holdsworthem)
- 2006: Rock Goes to College – Bruford
- 2007: Allan Holdsworth and Alan Pasqua featuring Chad Wackerman and Jimmy Haslip: Live at Yoshi's (koncertní vystoupení k poctě Tony Williamse)